# I Gobierno de Joaquín María López

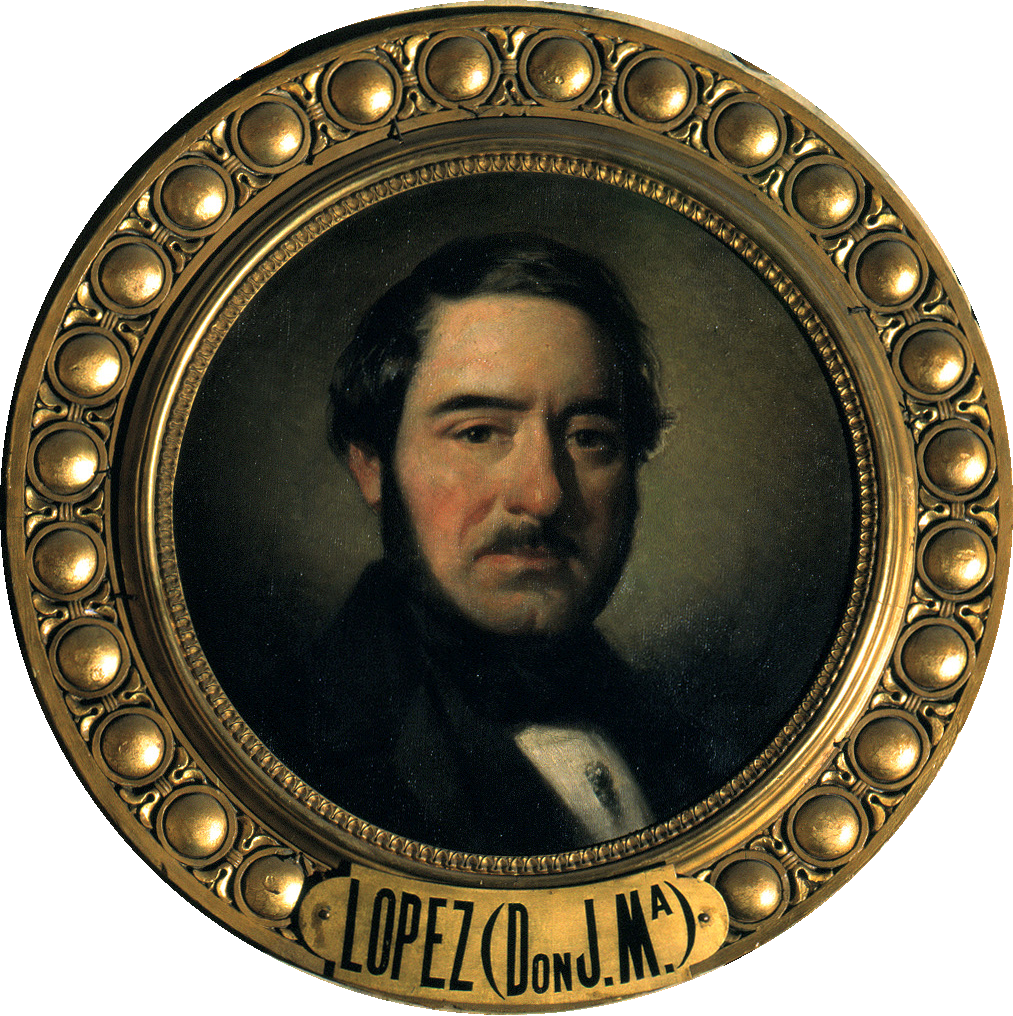
Joaquín María López (c.1884), por José Casado del Alisal.

El Regente Espartero tras la dimisión de José Ramón Rodil y Gayoso, dada la falta de apoyos parlamentarios, encargó a Joaquín María López, líder de la mayoría progresista, el formar gobierno.
Pese a formar parte del partido progresista, las diferentes corrientes que surgía en favor o en contra de la política de Espartero, generó una lucha política entre el gobierno (puros) y la Regencia (ayacuchos) y el debilitamiento del partido progresista frente a los moderados.
La política del gobierno fue totalmente contraria a Espartero desde el principio, estableciendo unas serie de medidas en esa línea:
- La Regencia se mantendría solo hasta octubre de 1844. Con ello se intentaba aislar a la Reina Isabel II del regente, declarándola mayor de edad.
- Amnistía política: se concedió la libertad a todos aquellos que se había opuesto a Espartero desde 1841.
- Apartar de sus cargos a los que apoyaban a Espartero: militares como Zurbano o Francisco Linage[2] fueron destituidos o trasladados.

Espartero no aceptó estas medidas e intentó intervenir pese haber acordado un principio de no intervención en el gobierno. Ante la actitud del regente, el gobierno en pleno presentó su dimisión tan solo diez días después de haberse constituido. Este hecho aumentó el descontento existente hacia el regente que se tradujo en un levantamiento contra éste y el nuevo gobierno presidido por Álvaro Gómez Becerra. El 23 de mayo comenzó en Málaga y se extendió rápidamente por todo el país. Dos meses después, las tropas sublevadas entrarían en Madrid, restaurando en sus cargos a todos los ministros del Gobierno de López y provocando la huida de Espartero.
| Composición del Gobierno                               |                                                                                           |                   |                    |
| Cargo                                                  | Titular                                                                                   | Inicio            | Fin                |
| Presidente del Consejo de Ministros                    | Joaquín María López                                                                       | 9 de mayo de 1843 | 19 de mayo de 1843 |
| Ministro de Estado                                     | Manuel María de Aguilar                                                                   | 9 de mayo de 1843 | 19 de mayo de 1843 |
| Ministro de Estado                                     | Joaquín de Frías (interino hasta la llegada del titular: 10 de mayo - 19 de mayo de 1843) | 9 de mayo de 1843 | 19 de mayo de 1843 |
| Ministro de Gracia y Justicia                          | Joaquín María López                                                                       | 9 de mayo de 1843 | 19 de mayo de 1843 |
| Ministro de la Guerra                                  | Francisco Serrano y Domínguez                                                             | 9 de mayo de 1843 | 19 de mayo de 1843 |
| Ministro de Hacienda                                   | Mateo Miguel Ayllón Alonso                                                                | 9 de mayo de 1843 | 19 de mayo de 1843 |
| Ministro de la Gobernación de la Península             | Fermín Caballero                                                                          | 9 de mayo de 1843 | 19 de mayo de 1843 |
| Ministro de Marina, Comercio y Gobernación de Ultramar | Joaquín de Frías                                                                          | 9 de mayo de 1843 | 19 de mayo de 1843 |

| Predecesor: I Gobierno de José Ramón Rodil y Gayoso | 9 de mayo de 1843-19 de mayo de 1843 | Sucesor: I Gobierno de Álvaro Gómez Becerra |